# Półkoty
Półkoty – wieś w Polsce położona w województwie podlaskim, w powiecie sejneńskim, w gminie Sejny.
| SIMC    | Nazwa          | Rodzaj    |
| ------- | -------------- | --------- |
| 1012028 | Otkieńszczyzna | część wsi |
| 1012070 | Rysztówka      | część wsi |

Wieś królewska położona była w końcu XVIII wieku w starostwie niegrodowym berżnickim w powiecie grodzieńskim województwa trockiego.  W latach 1975–1998 miejscowość administracyjnie należała do województwa suwalskiego.